# まんがらない。
『まんがらない。』は、高内優向による日本の4コマ漫画作品。
竹書房運営のウェブコミック配信サイト『まんがライフWIN』にて2009年4月より2011年8月にかけて連載。『まんがライフMOMO』でもゲスト掲載されたことがある。

## ストーリー
とあるアパート・オトキタ荘で暮らす、漫画家を目指しながらもなかなか実を結ばない若者たちの生活を描くギャグ漫画。

## 登場人物

### オトキタ荘
この作品の舞台となるアパート。かなりのボロアパートで、高さも周囲の建物に比べて低い。表札が壊れていて「トキワ荘」と読めるため、漫画家志望の若者が勘違いで多く入居している。
藤森 はな（ふじもり はな）
連載開始時18歳。漫画家志望であるが、あくまで「志望」しているだけであり、今まで一度も漫画を描いたことがない。普段は家でゲームなどをするだけの生活であり、端的に言えばニート。性格はいたって楽天的であり、あれこれ理屈をつけては何とかなると言っている。漫画やアニメのネタを絡めて話をすることが多い。高校時代はワンゲル部に所属していたため、意外にも体力はある。
今村 かの子（いまむら かのこ）
連載開始時18歳。はなの友人であり、彼女に連れられてオトキタ荘でルームシェアすることになった。デザイン会社に勤めており、オトキタ荘の住人の中で漫画と（直接）関係のない唯一の人物。そのため、他の住人に対するツッコミ役を務めることもある。穏やかな性格であるが、はなの言動に振り回され、本気で怒ることもしばしば。胸が大きく、このこともはなにネタにされている。とても怖い姉がいる模様。
北山 萌（きたやま もえ）
はなとかの子が入居する前からの、オトキタ荘の住人。漫画スクールに通っている。最近の「萌え」文化を快く思っていないなど、漫画に関しては独特のこだわりがあるようで、自分の「萌」という名前を嫌っている。だが、絵の技術は壊滅的。全く漫画を描こうとしないはなとはよく対立するが、何だかんだ言ってはなの出した話のネタに乗っていることがよくある。
西川 たまき（にしかわ たまき）
萌と同じく以前からのオトキタ荘の住人。漫画のアシスタントで生計を立てており、他の住人より経験豊富なため、アドバイスをすることがあるなど、オトキタ荘のリーダー的存在。「西川スマキ」というペンネームで同人活動もしており、BL物が好きな腐女子。かなりの酒豪であり、泥酔した彼女を介抱するのは萌の役目。

### その他
大家さん
オトキタ荘の大家をしている老婆。オトキタ荘とは別の家に住んでいる。「かずなり」という名の夫がいたが、既に他界している。
南大門 ゆきの
たまきのかつての同人仲間だった女性。既婚者。たまきのことを「フワ子ちゃん」と呼ぶ。現在は専業同人作家（男性向け）をしており、売れ行きがよいため、高層マンションに住み、六本木でディナーなど、セレブ生活を満喫している。

## 書籍情報
- 高内優向『まんがらない。』 竹書房〈バンブーコミックス WIN Selection〉、全2巻
  1. 2010年7月10日初版発行（2010年6月26日発売）、ISBN 978-4-8124-7401-3
  2. 2011年9月21日初版発行（2011年9月7日発売）、ISBN 978-4-8124-7659-8